# Sáránd, Hajdú-Bihar
Sáránd  este un sat în districtul Derecske, județul Hajdú-Bihar, Ungaria, având o populație de 2.315 locuitori (2011). 

## Demografie
Componența etnică a satului Sáránd
     Maghiari (93,77%)
     Romi (5,01%)
     Necunoscut (0,54%)
     Alții (0,68%)
Componența confesională a satului Sáránd
     Reformați (36,54%)
     Fără religie (24,58%)
     Romano-catolici (5,4%)
     Necunoscută (31,79%)
     Alte religii (3,28%)
Conform recensământului din 2011, satul Sáránd avea 2.315 locuitori. Din punct de vedere etnic, majoritatea locuitorilor (93,77%) erau maghiari, cu o minoritate de romi (5,01%). Apartenența etnică nu este cunoscută în cazul a 0,54% din locuitori. Nu există o religie majoritară, locuitorii fiind reformați (36,54%), persoane fără religie (24,58%) și romano-catolici (5,4%). Pentru 31,79% din locuitori nu este cunoscută apartenența confesională.